# Adalberto de Lorena
Adalberto de Lorena (1000-11 de noviembre de 1048 en Thuin) fue el duque de Alta Lorena desde 1047 hasta su muerte. Fue el primer hijo de Gerardo de Bouzonville, Conde de Metz, y Gisela.
Gotelón I, el duque de la Baja Lorena y Alta Lorena, murió en 1044 y fue sucedido por su hijo Godofredo II en Alta Lorena, pero se le negó la Baja Lorena. Irritado, por decir lo menos, Godofredo se rebeló en ese mismo año y devastó las tierras de su señor feudal en la Baja Lorena. Pronto fue derrotado y Adalberto fue nombrado en su lugar en la Alto Lorena. Godofredo, sin embargo, siguió luchando por todo Lorena y Adalberto murió en una batalla contra él en Thuin el 11 de noviembre de 1048. No tuvo hijos conocidos, y Enrique III, emperador romano nombró sucesor inmediatamente a su hermano Gerardo de Lorena.